# スパイクヘア

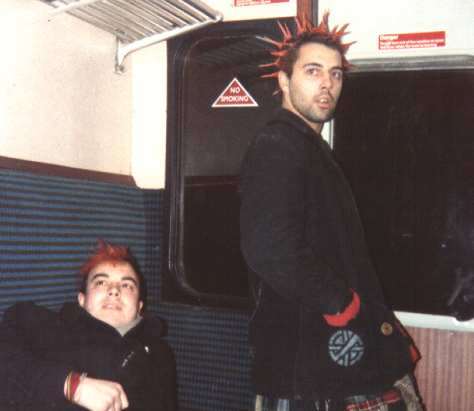
リバティ・スパイクにしたイギリスのパンクス

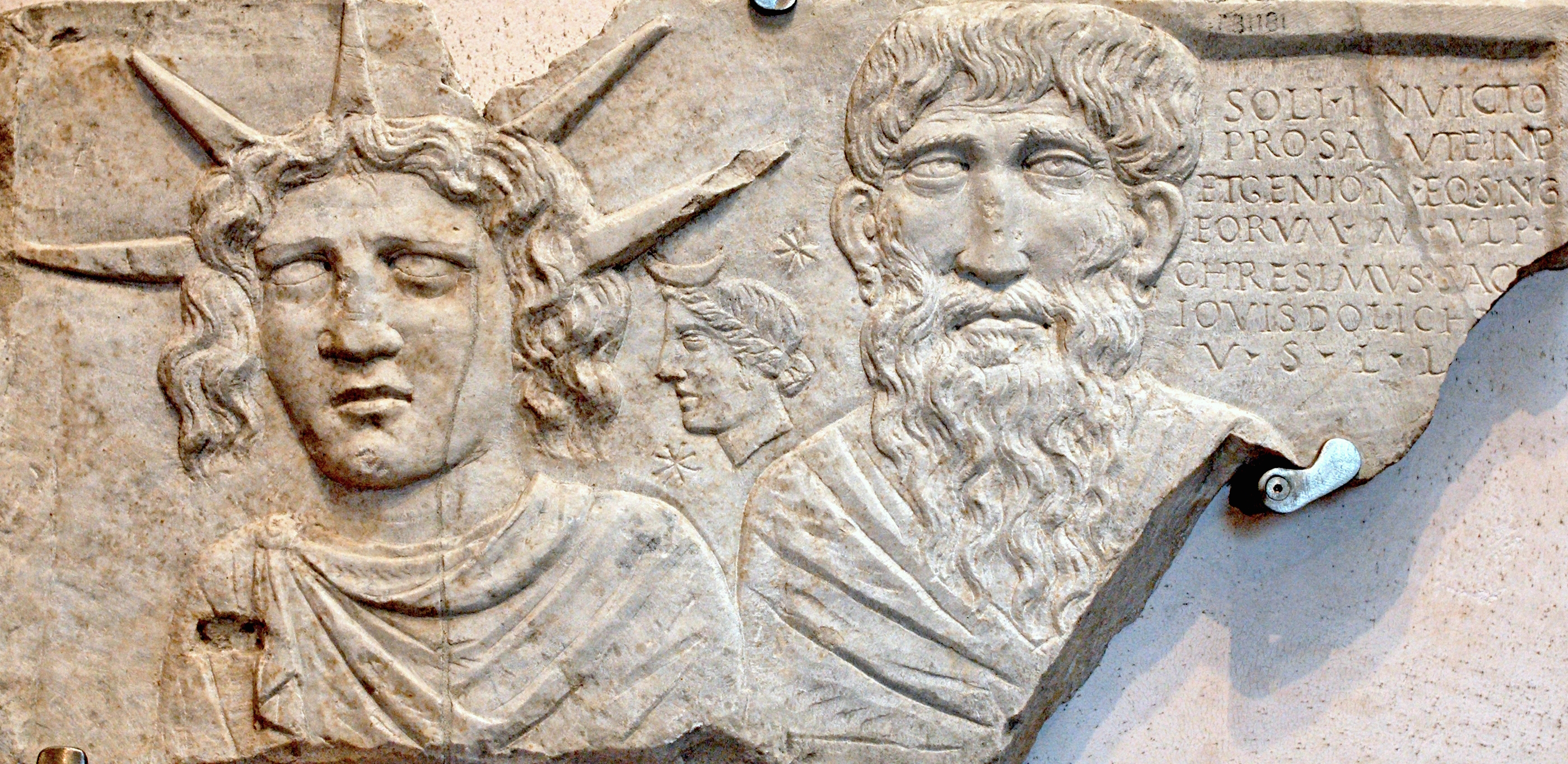
リバティ・スパイクの原型となったソール・インウィクトゥスの冠（左）

スパイクヘア（Spike Hair）またはスパイキーヘア（Spiky Hair）は、髪の束をいくつものスパイク状（トゲトゲ、ツンツン）に立てるよう整髪した髪型である。パンク・ファッションで一般的な髪型である。中でも、自由の女神（やソール・インウィクトゥス）の冠のトゲトゲと同様の形をした髪型はリバティ・スパイク（Liberty spikes）と呼ばれる。日本ではその形状からウニ頭と呼ばれることもある。

## 歴史
古代では、ブリトン人がスパイクヘアにする習慣があった。戦士たちは石灰水で長髪をブリーチした上に、スパイク状に整髪していた。この文化では、敵を殺したことがある者でないとこの髪型にすることが許されず、男らしさの勲章と見なされていた。しかし、その後はローマ人の文化が支配的になり、短髪が好まれるようになった。
それ以降に、とりたててスパイクヘアにしていた文化の記録はあまり見られないが、20世紀のサイレント映画の時代になると、俳優やコメディアンなどがスパイクヘアにしていた記録が見られる。例えば、1920年にコメディアンのハロルド・ロイドは映画の群衆の中で目立つように実験的にスパイクヘアにした。また1950年代には、シュルレアリスムの画家サルバドール・ダリが当時の女性の通俗的な髪型に反抗して長いトゲトゲの髪型を女性モデルに施した。このモデルは「ウニさん/ウニ嬢 (Miss Sea Urchin)」と呼ばれた。
しかし、スパイクヘアが大衆の間で流行るようなるのは1970年代になってイギリスのパンク・カルチャーが現れてからのことである。パンクは、それ以前のヒッピーやディスコ・カルチャーでナチュラルでスムーズな長髪が流行していたことに対する反動で、大胆に（不揃いに）カットし乱雑にセットした不自然な髪型をするようになった。当初は、シド・ヴィシャスに見られるようにスパイクは小さかったが（現代で言うポップ・パンクのような）。1970年代後半にはパメラ・ルーク (en) のような大きめのスパイクヘアも見られ、1980年代から30cm以上になるような非常に長いスパイクを放射線状に立てる髪型が見られるようになった。1980年代後半の日本のヴィジュアル系ではかなりの長髪を全て真上に立ち上げスパイク状にする髪型が登場した。また、ゴス・カルチャーでもスパイクヘアにすることがあるが、パンクではカラフルに染髪をすることが多いのに対し、ゴスでは黒が基調である。

## 整髪
髪を整髪剤でスパイク状に束ね、頭部に放射状に立たせるのが一般的である。しかしそれだけではなく、スパイクの形は多くのパターンが可能で、現代では部分的に他の髪型と組み合わせたり、様々な工夫が見られる。サイドを剃り上げてトップをスパイク状に立たせるモヒカン刈りとの組み合わせもパンクではよく見られる。また、初期のYOSHIKIの髪型のように頭部の右半分をスパイク状に立て、左半分を寝かせた左右非対称の長髪と言うパターンもある。
長髪のスパイクは、就寝前に整髪料を洗い流し、また起床後に整髪するという、メンテナンスが大変な髪型である。整髪には1-2時間かかることもある。長髪をスパイク状に立てるには、一般の整髪剤では不十分なこともある。1980年代の日本のヴィジュアル系バンドはダイエースプレー（エレーヌ・ヘアスプレー）を使用していた。

## スパイクヘアの有名人

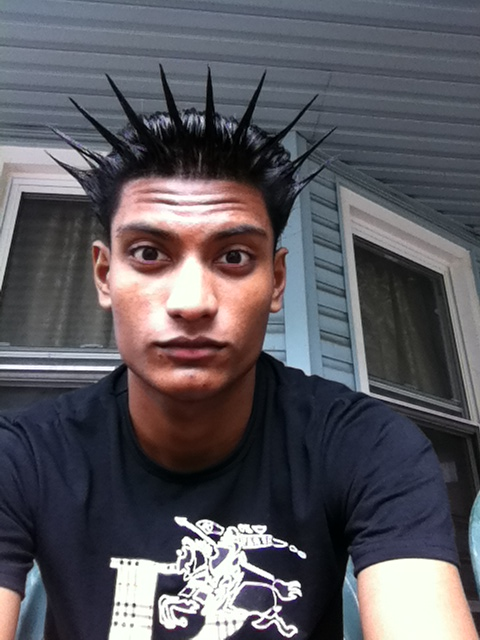
リバティ・スパイクにしたブルックリン・パンク

- ハロルド・ロイド - アメリカのコメディアン。1920年代に映画の中で実験的に黒髪を逆立てるスパイクヘアにしていた[10]。
- ウニ嬢 (Miss Sea Urchin) - スペイン人のアーティスト、ダリが1950年代に長いトゲトゲの髪型デザインし、ヘアスタイリストのPeter Leonardiが女性モデルに施した[6]。
- デヴィッド・ボウイ - イギリスの歌手。1970年代に、パンクのようにトゲトゲといったほどではないが、ソフトなスパイクヘアをしていた。
- セックス・ピストルズ - イギリスのパンク・バンド。1970年代に、シド・ヴィシャスはバイカージャケットに黒のツンツン頭がトレードマーク。同じくジョニー・ロットンもオレンジのスパイクヘアにしていた時期もある（リチャード・ヘルの影響と言われる）。
- パメラ・ルーク (en) - 通称ジョーダン (Jordan)。1970年代後半のロンドンにおいてパンク・ファッションの開拓者の一人。金髪のスパイクを垂直に立てた髪型がトレードマーク。
- ヴィヴィアン・ウエストウッド - イギリスのパンク・ファッション・デザイナー。1970年代後半、ソフトなスパイクヘアだった[11]。
- G.B.H. - イギリスのパンク・バンド。ボーカルの金髪の長いスパイクヘアやギタリストの赤のスパイキーなモヒカンなど、1980年代パンクの典型的な髪型をしていた。
- ボーイ・ジョージ - イギリスの歌手。1980年頃に長い黒髪スパイクを逆立てる髪型をしていた[12]。
- ビリー・アイドル - イギリスの歌手。1980年代に金髪のソフトなスパイクヘアをしていた。
- スティング - イギリスのミュージシャン。1984年の映画『デューン/砂の惑星』で演じた悪役Feyd-Rautha Harkonnenはオレンジのソフトなスパイクヘアだった。
- X JAPAN - 日本のヴィジュアル系バンド。1980年代後半、YOSHIKIは右半分の髪型をスパイクにする髪型をしていた。HIDEも長髪のスパイクを垂直に立てる髪型であった。他にもBUCK-TICKやCOLOR、BY-SEXUALなど初期ヴィジュアル系バンドも長髪スパイクを逆立てる髪型をしていた。
- 大槻ケンヂ - 日本の歌手。1988年頃は黒髪をトゲトゲに逆立てたスパイクヘアだった。
- デーモン小暮 - 日本の歌手。1980年代後半より金髪のスパイクヘア。
- 1990年代以降のヴィジュアル系バンド - 1980年代後半の初期ヴィジュアル系バンドのように長髪を逆立てる髪型は廃れて、部分的に他の髪型と組み合わせたり様々な形状のスパイクヘアが見られるようになった。一時期のGLAYのJIROやFANATIC◇CRISISなど。
- ブラッド・ピット - アメリカの俳優。1995年頃から2000年までそして2005年から2009年までショートなスパイクヘアだった。
- デビッド・ベッカム - イギリスのサッカー選手。2000年代前半は金髪のソフトなスパイクヘアだった。
- リンキン・パーク - アメリカのバンド。2000年頃、赤や金髪のショートのスパイクヘアだった。
- ベンジー・マッデン - アメリカのバンド、グッド・シャーロットのギタリスト。2000年代初頭、パンク風の長いトゲトゲのスパイクヘアだった。
- マシュー・ベラミー - イギリスの歌手。2001年頃、赤のスパイクヘアだった。
- テック・ナイン - アメリカの歌手。2000年代初頭、赤のパンク風スパイクヘアだった。
- ジミー・ユーリーン - アメリカのバンド、マインドレス・セルフ・インダルジェンスのボーカル。2000年代初頭、赤のパンク風スパイクヘアだった。
- その他、多数のパンク、ヴィジュアル系バンド・ミュージシャン。

漫画・コミックのキャラクター
- トロール・ドール、ビーカー（マペット・ショー）、Slaine Mac Roth（Sláine）、孫悟空（ドラゴンボール）、カルビン（カルビンとホッブス）、バート（ザ・シンプソンズ）、タケシ（ポケモン）、武藤遊戯（遊戯王）、ヴァッシュ・ザ・スタンピード（トライガン）、クラウド・ストライフ（ファイナル・ファンタジー）、他多数。